# Ayako Wakao

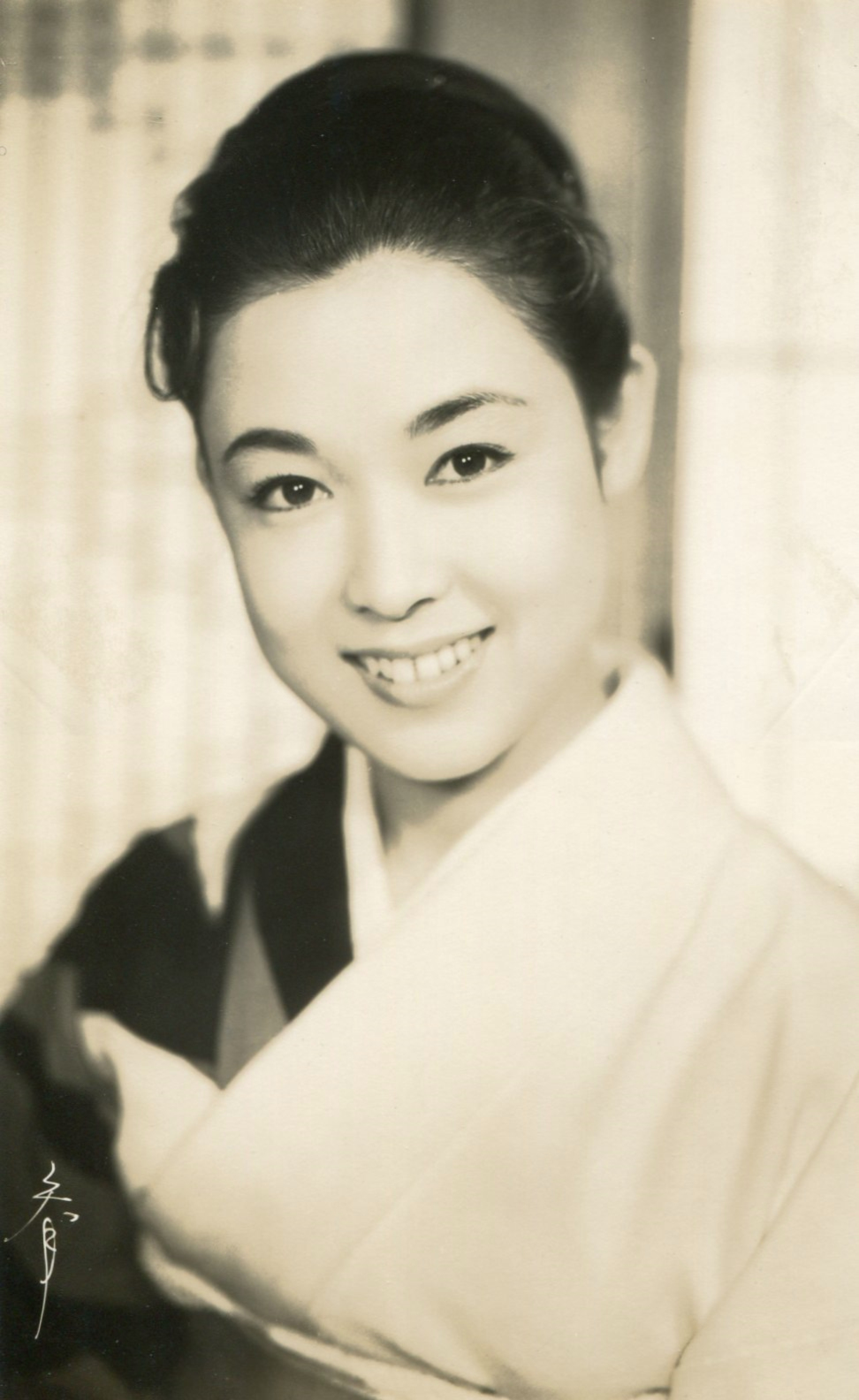
Ayako Wakao in den 1950ern

Ayako Wakao (japanisch 若尾 文子, Wakao Ayako; * 8. November 1933 in Tokio) ist eine japanische Schauspielerin, die seit 1952 in 130 Filmen und Fernsehproduktionen zu sehen war.

## Leben
Ayako Wakao wurde 1951 im Alter von achtzehn Jahren vom Filmproduzenten Masaichi Nagata entdeckt und bei dessen Produktionsfirma Daiei Studios unter Vertrag genommen. Anschließend nahm die junge Darstellerin an einer eigens von den Daiei Studios eingerichteten Schauspielschule unterricht. Ein Jahr später gab sie ihr Filmdebüt in Shino machi o nogarete. Einen ihrer ersten größeren Auftritte hatte Ayako Wakao 1953 als Geisha Eiko in Die Festmusik von Gion, der im deutschsprachigen Raum auch unter dem Titel Zwei Geishas vermarktet wurde.
Im Laufe ihrer Filmkarriere war Ayako Wakao unter anderem in mehreren Produktionen von Masumura Yasuzō zu sehen. Weitere bekannte Regisseure, mit denen sie arbeitete, waren Mizoguchi Kenji in Die Straße der Schande sowie Ozu Yasujirō in Abschied in der Dämmerung. Zu Ayako Wakaos bekanntesten Filmauftritten gehört ihre Hauptrolle als selbstbewusste Geisha Tsuya Suruga im Drama Die Tätowierung aus dem Jahr 1966, die als Markenzeichen die Tätowierung einer Joro-Spinne auf dem Rücken trägt. Bekanntheit in ihrem Heimatland erlangte zudem die Verkörperung einer Krankenschwester im ebenfalls 1966 erschienenen Kriegsdrama Akai tenshi, die sich in einen medikamentenabhängigen Arzt verliebt.
Ayako Wakaos gesamte Filmografie umfasst 130 Filme, darunter auch mehrere Fernsehproduktionen. 1988 war sie unter anderem als Erzählerin in der 50 Folgen langen Fernsehserie Takeda Shingen zu hören. Für ihre schauspielerische Leistung wurde Ayako Wakao mehrfach ausgezeichnet, darunter mit zwei Blue Ribbon Awards und drei Kinema-Jumpō-Preisen. 2006 erhielt sie beim Mainichi Eiga Concours den Preis für ihr Lebenswerk. Sie ist bis heute als Schauspielerin in Film und Fernsehen aktiv.
Ayako Wakao war bis zu dessen Tod im Jahr 2007 mit dem renommierten Architekten Kishō Kurokawa verheiratet.

## Auszeichnungen
- 1962: Blue Ribbon Award
- 1962: Kinema-Jumpō-Preis
- 1966: Blue Ribbon Award
- 1966: Kinema-Jumpō-Preis
- 1969: Kinema-Jumpō-Preis
- 2006: Tanaka Kinuyo Award des Mainichi Eiga Concours für ihr Lebenswerk

## Filmografie (Auswahl)
- 1952: Shino Machi o Nogarete
- 1952: Mōjū Tsukai no Shōjo
- 1953: Die Festmusik von Gion / Zwei Geishas (Gion Bayashi)
- 1953: Jūdai no Yūwaku
- 1955: Bara Ikutabika
- 1955: Maboroshi no Uma
- 1956: Die Straße der Schande (Akasen Chitai)
- 1957: Suzakumon
- 1958: Chūshingura
- 1959: Abschied in der Dämmerung (Ukigusa)
- 1960: Karakkaze Yarō
- 1960: Nise Daigakusei
- 1960: Jokyō
- 1961: Tsuma wa Kokuhaku suru
- 1962: Der grosse Wall (Shin no Shikōtei)
- 1964: Manji – Die Liebenden (Manji)
- 1965: Seisaku no Tsuma (Seisakus Frau)
- 1966: Die Tätowierung (Irezumi)
- 1966: Akai Tenshi
- 1987: Taketori Monogatari
- 1988: Takeda Shingen (Fernsehserie)
- 2005: Haru no Yuki
- 2011: Ohisama (Fernsehfilm)